# Koperkleurige smaragdkolibrie
De koperkleurige smaragdkolibrie (Chlorostilbon russatus) is een vogel uit de familie Trochilidae (kolibries).

## Verspreiding en leefgebied
Deze soort komt voor in noordoostelijk Colombia en noordwestelijk Venezuela.